# The Green Goddess (saggio)
Absinthe: The Green Goddess, scritto da Aleister Crowley nel 1918 e pubblicato originariamente da The International, Volume XII, N° 2, nel febbraio del 1918, è un saggio sugli effetti dell'Assenzio, composto nel leggendario Old Absinthe House di New Orleans.
In questo scritto Crowley esalta le virtù ispiratrici di questo liquore verde leggermente allucinogeno, e parla contro la crescente ondata di proibizionismo che stava spazzando gli Stati Uniti come la prima "guerra alla droga".
L'opera consiste di otto capitoli.